# Tetraodontiformes

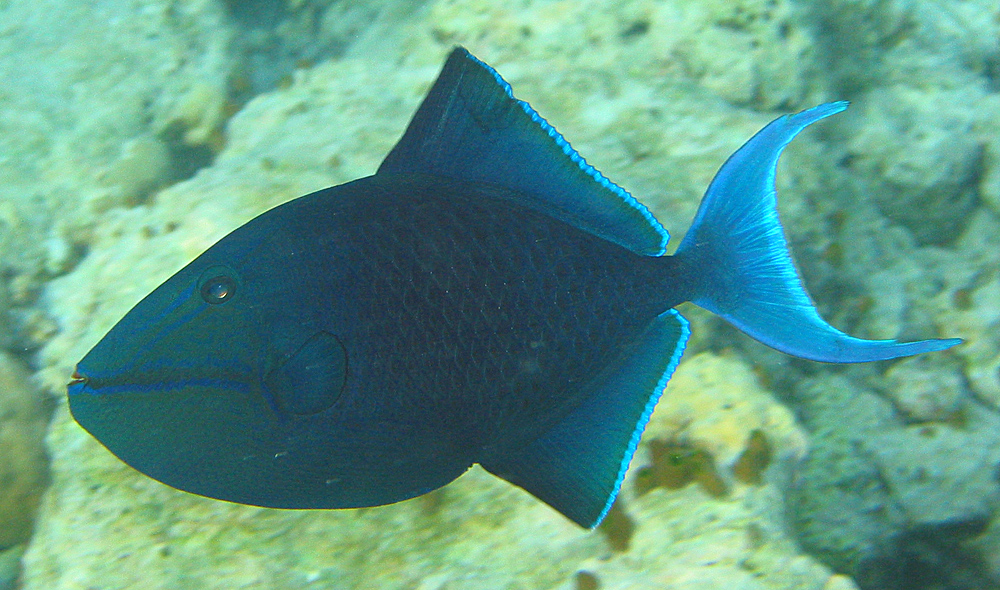
Ballesta de dents roges (Odonus niger) fotografiada a les Maldives.

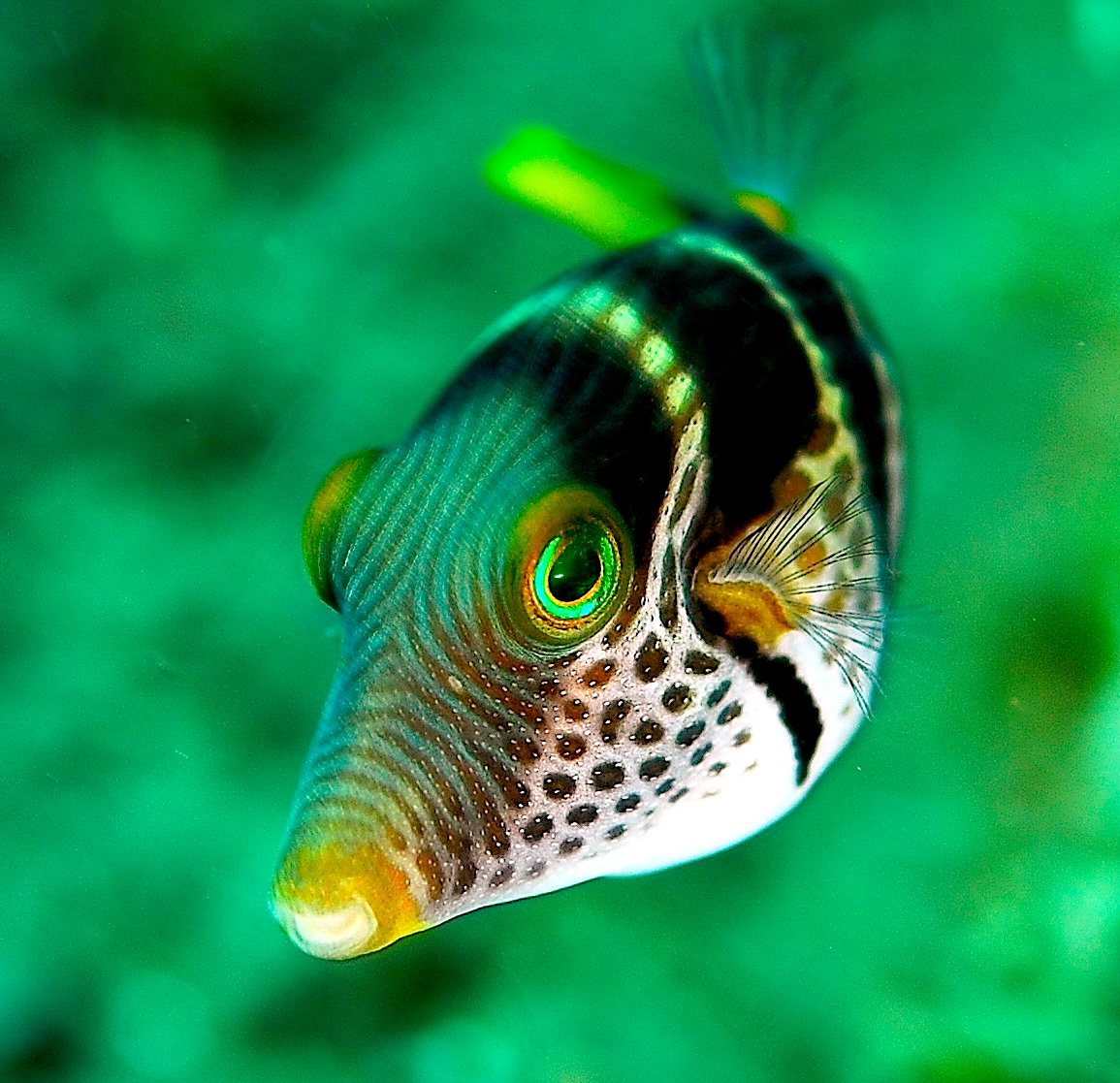
Canthigaster valentini

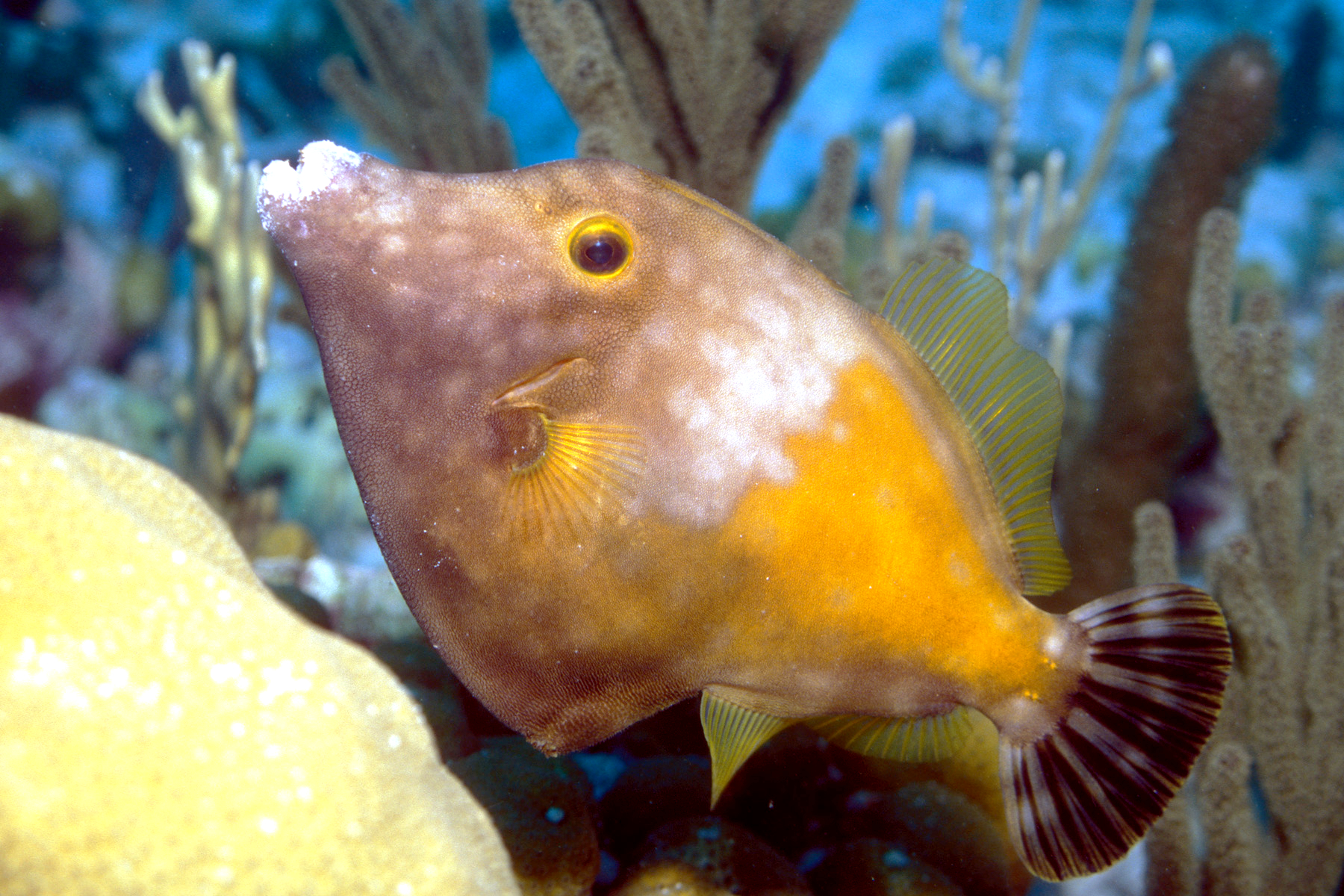
Cantherhines macrocerus fotografiat a les Antilles Neerlandeses.

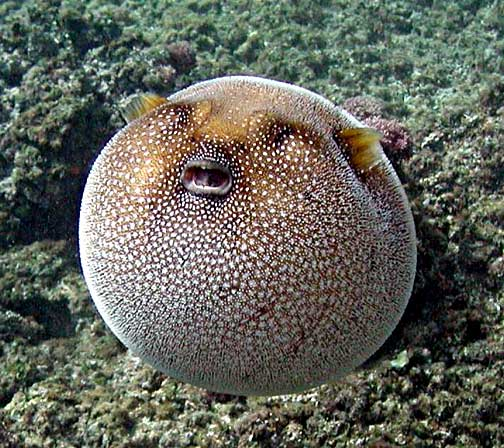
Arothron meleagris

Els tetraodontiformes són un ordre de peixos actinopterigis de la subclasse dels acantopterigis.

## Particularitats
Es troben repartits en 330 espècies, 90 gèneres i 8 famílies (entre les quals destaquen la dels balístids, amb la ballesta; la dels tetraodòntids, amb el peix globus comú; la dels diodòntids, amb el peix eriçó; la dels mòlids, amb el bot, única espècie d'aquesta família existent als Països Catalans; i la dels ostràcids, amb el peix cofre).

## Morfologia
- La principal característica és la fusió de les dents (premaxil·lars i maxil·lars) en forma de bec.
- Cos curt, alt, i adopta sovint formes comprimides, polièdriques o més o menys globoses.
- Cap gros.
- Boca i feses branquials petites.
- No tenen escames, però la pell es troba recoberta d'espines, de plaques òssies o d'escates rugoses i gruixudes.
- Tenen entre 16-30 vèrtebres.[2]
- Aletes pectorals, quan n'hi ha, en posició toràcica.
- No tenen aletes ventrals.[3]
- Bufeta natatòria del tipus dels fisoclists.

## Hàbitat
Generalment marins i costaners.

## Distribució geogràfica
Apareixen principalment en aigües tropicals i temperades.

## Costums
Per nedar empren simultàniament la dorsal i l'anal.

## Observacions
N'hi ha algunes espècies verinoses.

## Famílies

### Vivents
- Aracanidae
- Balistidae
- Diodontidae
- Molidae
- Monacanthidae
- Ostraciidae
- Tetraodontidae
- Triacanthidae
- Triacanthodidae
- Triodontidae[4][5]

### Fòssils
- Bolcabalistidae
- Cretatriacanthidae
- Eoplectidae
- Eospinidae
- Moclaybalistidae
- Plectocretacicidae
- Protobalistidae
- Protriacanthidae
- Spinacanthidae